# Hermann Lindenschmit

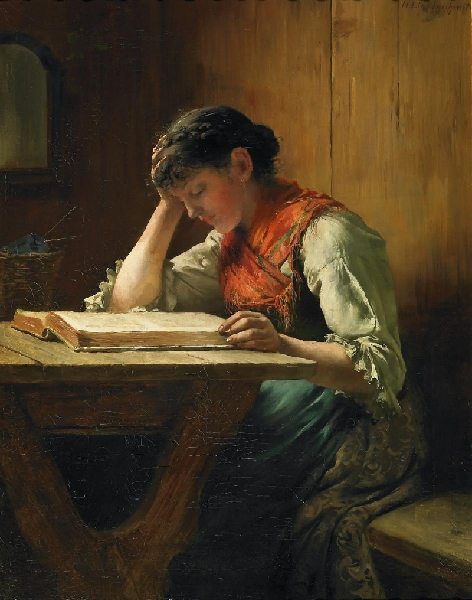
Lesende Bäuerin in der Stube

Hermann Lindenschmit (Karl Heinrich Hermann Lindenschmit, * 13. September 1857 in Frankfurt am Main; † 8. Oktober 1939 in München) war ein deutscher Maler.

## Leben
Lindenschmit entstammte einer Mainzer Künstlerfamilie: Sein Urgroßvater war der Mainzer Zeichner, Stecher und Münzgraveur Johann Lindenschmit (1771–1845), sein Großvater der Maler Wilhelm Lindenschmit d. Ä. und sein Vater Wilhelm Lindenschmit d. J., verheiratet mit Maria, geborene Jost, Hermanns Mutter.
Seit 1863 in München wohnhaft, besuchte Lindenschmit nach der Elementarschule zunächst das Wilhelmsgymnasium, wechselte zum Schuljahr 1872/73 an das ebenfalls humanistische Münchner Maximiliansgymnasium, das er 1874 wieder verließ. Mit dem Klassenkameraden Fritz Freund blieb er zeitlebens befreundet. Mit dem 15. Oktober 1875 ist sein Eintritt in die Antikenklasse der Akademie der Bildenden Künste München dokumentiert. Anschließend war er hier 1877/78 Schüler bei Alexander Strähuber, 1878/81 bei Ludwig Löfftz und bis 1883 in der Komponierklasse seines Vaters. In der Folge hielt er sich zu Studien in Italien und wiederholt in Tirol, Südtirol und im bayerischen Gebirge auf.
Hermann Lindenschmit schuf vor allem Figurenszenen und Darstellungen von Einzelcharakteren aus dem bäuerlichen Leben, die Anregungen aus dem Künstlerkreis um Franz von Defregger aufnahmen. Er war Mitglied der >Münchner Künstler-Genossenschaft< (MKG) und der >Künstlergruppe 48<. 1883 beteiligte er sich mit dem Gemälde Die Rückkehr des verlorenen Sohnes erstmals an der Münchner Jahresausstellung im Glaspalast. Bis 1930 nahm er mit Ölgemälden, Aquarellen und Zeichnungen an den Glaspalast-Ausstellungen regelmäßig teil, zeigte seine Arbeiten aber auch andernorts, beispielsweise im Münchner Kunstverein, in der Galerie Heinemann in München, in Bremen (1890) und in den Ausstellungen der Berliner Akademie (1888, 1890, 1892), der „Großen Berliner Kunstausstellung“ (1902, 1911) beziehungsweise des „Vereins Berliner Künstler“ (1891). Bekannt wurden seine Kompositionen vor allem auch durch ihre Umsetzung in der Technik des Holzstichs, die in den populären Zeitschriften erschienen.
1913 wurde er mit der Goldenen Medaille der Internationalen Kunstausstellung in München, in der er die Gemälde Gotische Stube und Der Antiquar zeigte, ausgezeichnet. Seine Kohlezeichnung Die Erzählung, ausgestellt in der „Großen Deutschen Kunstausstellung“ 1937 im Münchner Haus der Kunst, wurde von Joseph Goebbels erworben.

## Schriften
- Hermann Lindenschmit: Wilhelm von Lindenschmit, Studien und Skizzen. München 1917.

## Werkauswahl
- Der Raucher, 62,5 × 51 cm: Dresden, Galerie Neuer Meister; Inv.nr. 2798.
- Trumpf! (kartenspielender Bauer), um 1904, 61,6 × 71,8 cm: München, Neue Pinakothek (Bayerische Staatsgemäldesammlungen), Inv.nr. 8392; Abb.: Bruckmann, Münchner Maler; Reproduktion (Holzstich): Trumpfas!.
- Die Spieler, 1900; 58,5 × 85,8 cm: Bayerische Staatsgemäldesammlungen, Inv.nr. 8241 (lt. Thieme-Becker: Würzburg, Kunstgeschichtliches Museum der Universität).
- Studienkopf, 1880; 44,5 × 36,3 cm: Bayerische Staatsgemäldesammlungen, Inv.nr. 11139.
- Alte Frau mit weißer Haube, 47 × 39 cm: München, Städtische Galerie, Inv.nr. K 1124.[4]
- Hilaribergl, 31,5 × 22 cm: München, Städtische Galerie, Inv.nr. G 1236.
- Hof beim Stern in Schwaz, Österreich, 22,3 × 31,8 cm: München, Städtische Galerie, Inv.nr. G 1235.
- Küche beim Kramer in Egern, 33,2 × 44,5 cm: München, Städtische Galerie, Inv.nr. G 1234.
- Ein Sonnenblick, 41 × 32 cm: München, Städtische Galerie, Inv.nr. K 3835.
- Tiroler Küche, 58 × 73 cm: München, Städtische Galerie, Inv.nr. G 8941; vormals Görlitz, Kaiser-Friedrich-Museum.[5]
- Waldandacht: Linz, Oberösterreichisches Landesmuseum, Inv.nr. G1847.[6]